# Pont au Change
Pont au Change (Cầu Hối đoái) là một cây cầu bắc qua sông Seine ở trung tâm thủ đô Paris của Pháp. Cây cầu này nối liền Conciergerie trên île de la Cité với quảng trường Châtelet ở bờ phải sông Seine. Đây cũng là ranh giới giữa quận 1 và quận 4 của Paris.
| Métro Paris | Bến tàu điện ngầm: Châtelet |

## Lịch sử
Pont au Change gốc được xây dựng từ thế kỷ 9 dưới thời Charles le Chauve, cùng thời điểm Conciergerie bắt đầu được mở rộng để trở thành cung điện của Hoàng gia Pháp. Tên của cây cầu (Change - Đổi chác, hối đoái) xuất phát từ việc trên cầu có rất nhiều cửa tiệm của những người đổi tiền và thợ kim hoàn, các cửa hiệu sát nhau tới mức người ta không thể nhìn thấy sông Seine khi đứng trên cầu.
Cây cầu hiện nay được xây dựng từ năm 1858 đến năm 1860, đó là một cầu vòm gạch gồm 3 nhịp vòm dài 103 m, rộng 30 m.

## Hình ảnh

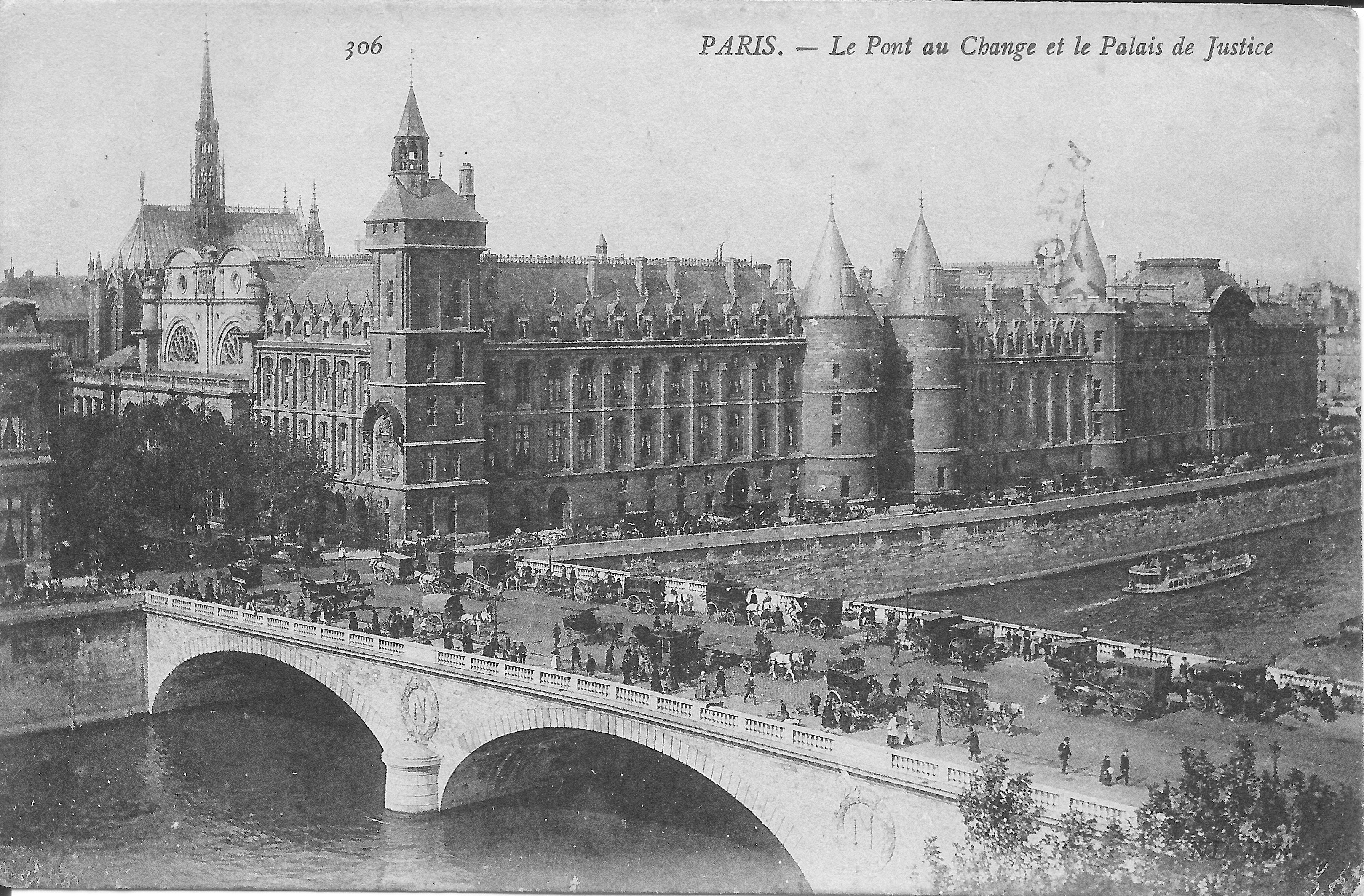
Pont au Change năm 1900